# Asbeck (Münsterland)
Asbeck is een dorp in Duitsland, in de deelstaat Noordrijn-Westfalen en in het oosten van de gemeente Legden, waarvan het een ortsteil is. Het had in 2017 een inwonertal van 1.297 personen.

## Situering

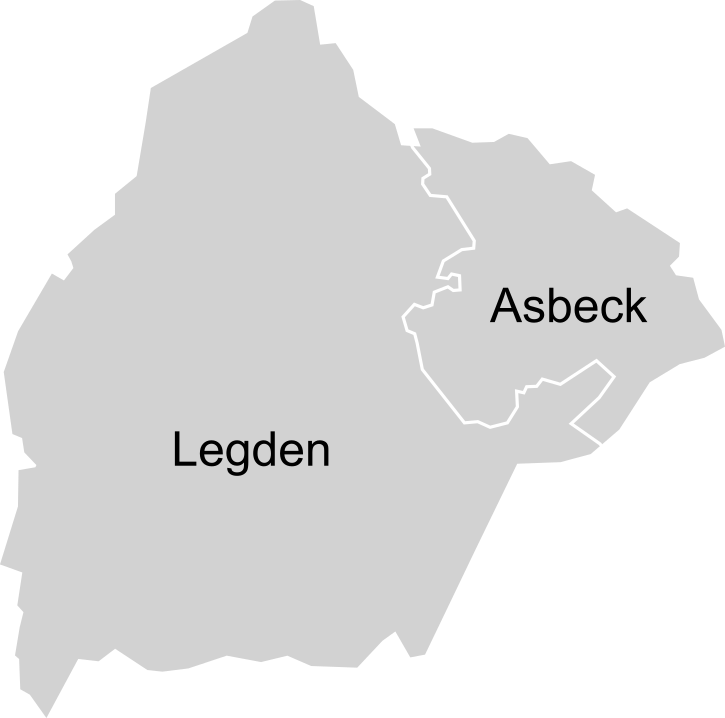
De twee Ortsteile van de gemeente Legden

## Geschiedenis
Asbeck wordt in 1092 voor het eerst in een document vermeld.
Het ontstond in de middeleeuwen rondom een 11e-eeuws nonnenklooster, later sticht Stift Asbeck. Vanaf de 16e eeuw tot aan de opheffing in 1810 was het een wereldlijk sticht voor adellijke dames.
Eén van de stichtsdames te Asbeck (1793-1805) was een zekere Therese von Zandt. Zij zou volgens sommigen rond 1804 een relatie met de beroemde componist Ludwig van Beethoven hebben gehad. Uit een wettig huwelijk met een kapelmeester werd zij later, in december 1806, de moeder van de componist Friedrich Burgmüller.
In 1969 werd de gemeente Asbeck opgenomen in de gemeente Legden.

## Bezienswaardigheden
- De rooms-katholieke St. Margaretakerk in het dorp was vroeger de stichtskerk van Stift Asbeck. Ze dateert uit de 12e eeuw, en werd in de 13e eeuw in een overgangsstijl tussen romaans en gotisch uitgebreid. Binnen in de kerk zijn liturgische voorwerpen aanwezig in alle van de 13e tot en met de 19e eeuw toegepaste bouwstijlen.
- Van het sticht zijn enige monumentale gebouwen bewaard gebleven, waaronder het abdissenhuis en het poorthuis Hunnenpforte (hondenpoort). Er is een bescheiden museum over de geschiedenis van het sticht, met daarin ook aandacht voor Therese von Zandt, aanwezig.
- Het dorp ligt in het Münsterland, waar het fietstoerisme sterk ontwikkeld is.

## Afbeeldingen

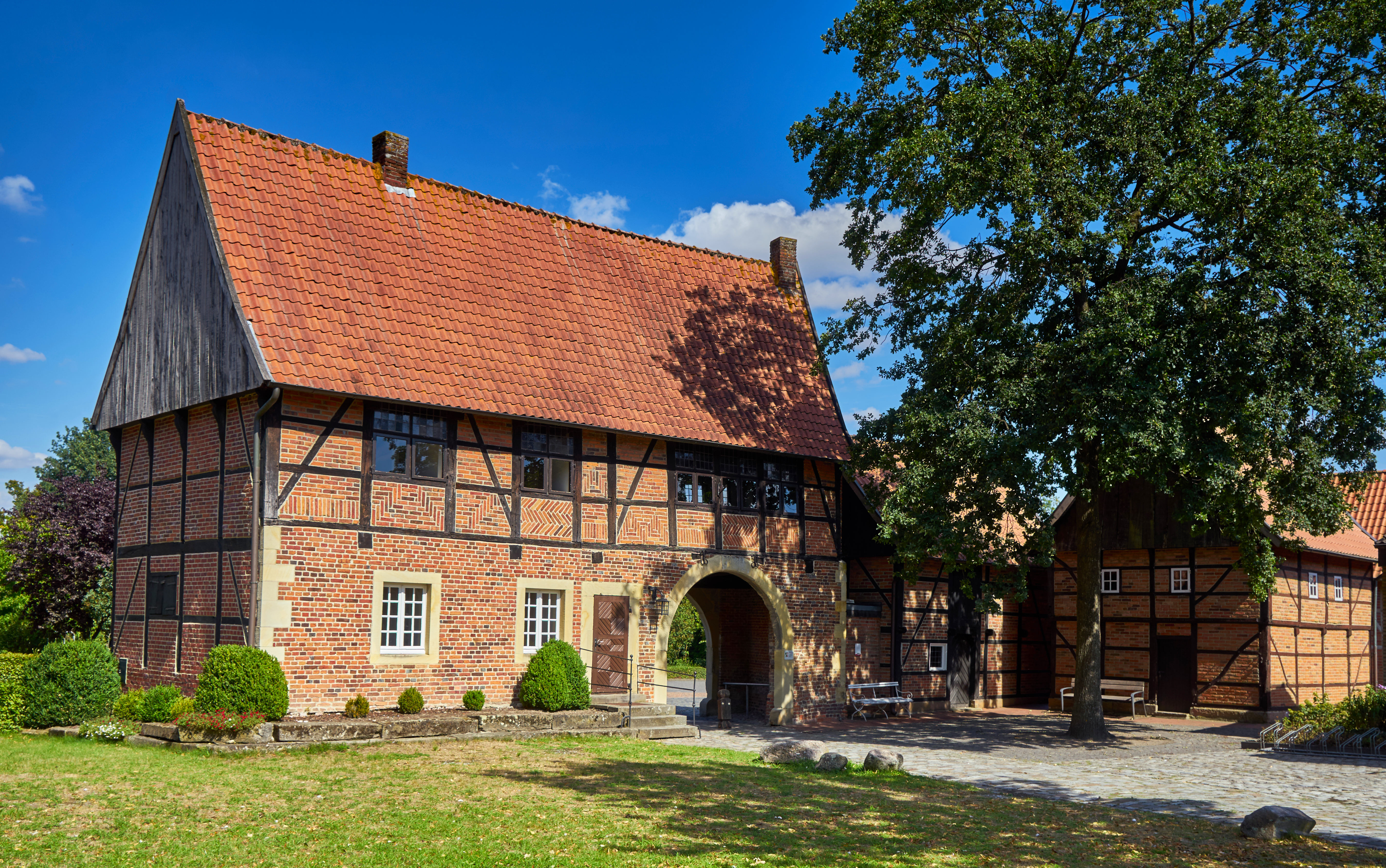
Gebouw Hunnenpforte  te Asbeck
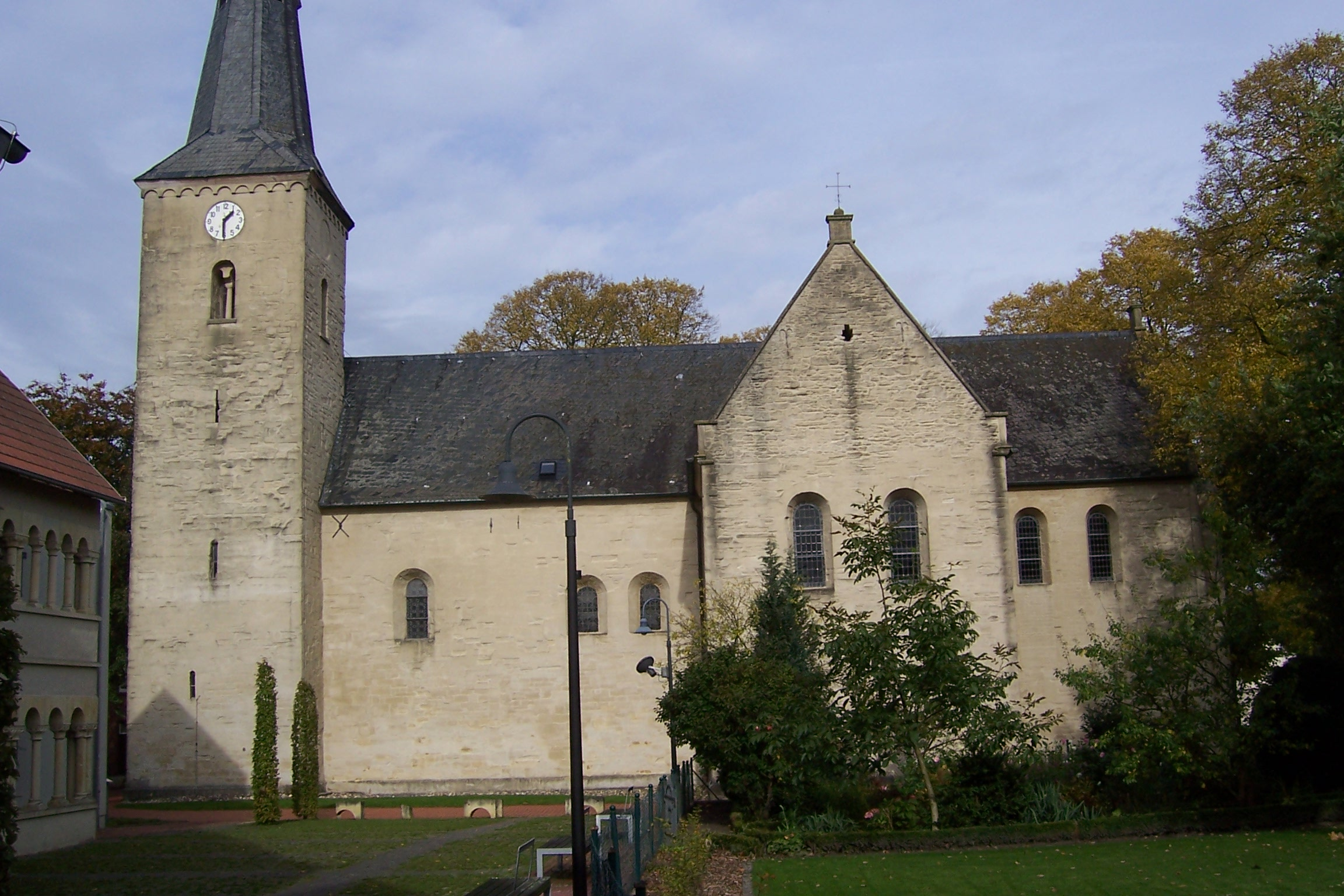
St. Margaretakerk te  Asbeck
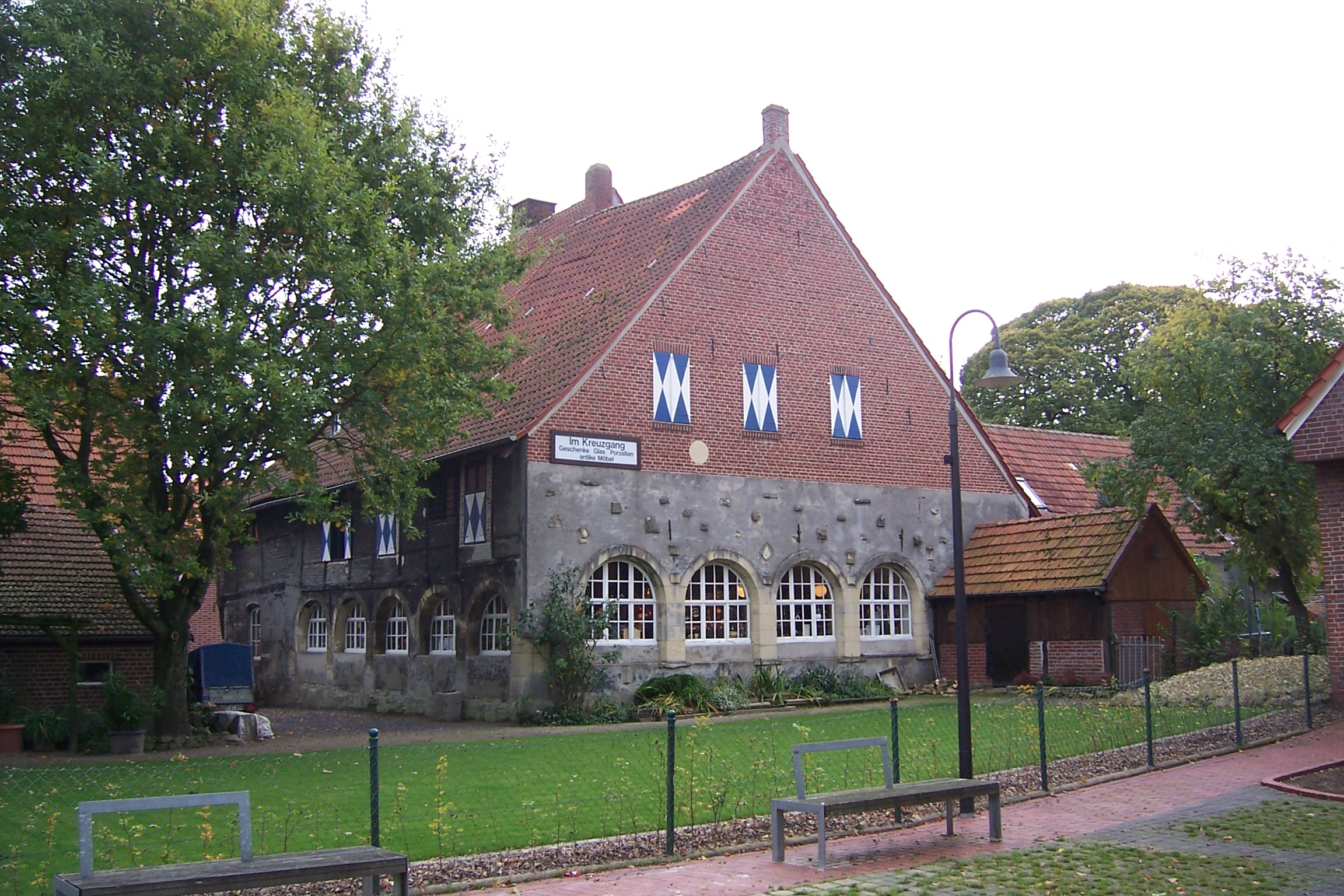
Abdissenhuis
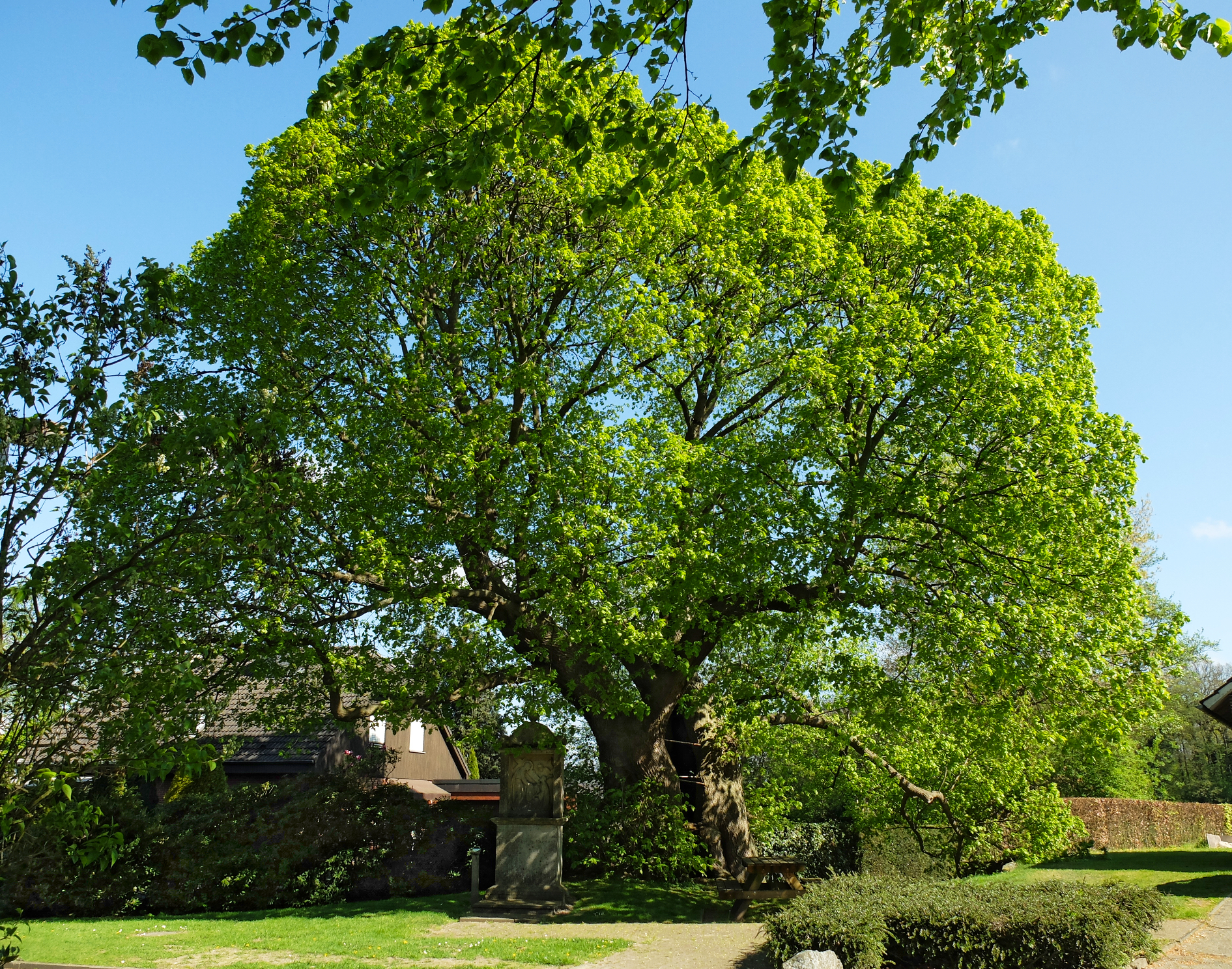
De monumentale dikke linde te Asbeck

- Virtual International Authority File: 2831152865733604940008